# Каваля
Каваля̀ (на италиански: Cavaglià; на пиемонтски: Cavajà, Кавая) е малко градче и община в Северна Италия, провинция Биела, регион Пиемонт. Разположено е на 271 m надморска височина. Населението на общината е 3626 души (към 2010 г.).